# Scala T

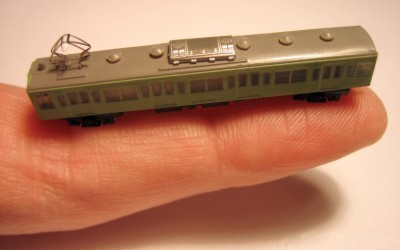
Scala T

La Scala T indica nel modellismo ferroviario un rapporto di riduzione di 1:450 con scartamento 3 mm; è stata realizzata da Eishindo ed è stata presentata per la prima volta alla fiera del giocattolo di Tokyo del 2006, al seguito della produzione da parte di Railways Shop. In catalogo sono presenti solo rotabili giapponesi (della West Japan Railway Company e East Japan Railway Company) e numerosi accessori (catenaria per alta velocità, edifici con interni, imbarcazioni, automobili, figure umane). La scala estremamente ridotta permette di riprodurre scenari molto realistici, soprattutto di ambientazione urbana, a scapito del dettaglio del modello.